# Gruppo cristallino
In cristallografia, prendendo come riferimento per la classificazione i parametri delle facce dei cristalli (dette "costanti di reticolo" a, b e c), si possono individuare tre gruppi cristallini:
- monometrico: i tre parametri sono uguali (a=b=c);    -->   infatti la parola "monometrico" significa "una misura"
- dimetrico: vi sono due parametri uguali (a=b≠c);       -->   infatti la parola "dimetrico" significa "due misure", per cui a e b sono una misura e c un'altra
- trimetrico: tutti e tre i parametri sono diversi tra loro (a≠b≠c).    -->   infatti la parola "trimetrico" significa "tre misure", cioè tutte e tre diverse.

Ai tre gruppi cristallini appartengono i seguenti sistemi cristallini:
- monometrico: cubico;
- dimetrico: esagonale, tetragonale, romboedrico;
- trimetrico: triclino, monoclino, ortorombico.